# Trefl Gdańsk
El Lotos Trefl Gdańsk es un club de voleibol de Gdańsk, en el voivodato de Pomerania, en Polonia. Actualmente juega en la Polska Liga Siatkówki, la máxima categoría del país.

## Historia
En la temporada 2013/2014, el entrenador del Lotos Trefl Gdańsk fue Radosław Panas. Durante su trabajo como entrenador, el club quedó en décimo lugar. En junio de 2014, el italiano Andrea Anastasi fue presentado oficialmente como nuevo entrenador del club. Anastasi fue previamente entrenador de la selección nacional de Polonia en 2011-2013 y expresó su deseo de trabajar para el Trefl. Actualmente, ocupa el tercer puesto en la liga 2014-15.